# Мала Госпојина
Мала Госпојина или Рођење Пресвете Богородице, је црквени и народни празник којим се слави рођење Богородице Марије.
Овај празник спада у ред највећих Црквених празника. Богородица је рођена у Назарету, од остарелих и праведних родитеља Јоакима и Ане. По оцу и његовим прецима, била је од царског рода Давидовог, а по мајци и њеним прецима, од рода првосвештеничког. Ана је као старица родила кћер Марију, по благослову Божијем. Овај дан се празнује као Мала Госпојина или Мала Богородица.
Обележава се 21. септембра сваке године. Тршка црква и манастир Суводол су јој посвећени.

## Иконографија
На икони се догађај рођења Свете Дјеве Марије представља тако да мајка Ана лежи на постељи, новорођена Марија у колевци, а окружени су многим сродницима.

## Народни обичаји
Јесење свадбе у Србији, од давнина, почињале су од Мале Госпојине. У пољопривреди, Мала Госпојина је означавала време када се почињало са орањем и сетвом озимих усева. У то време, приређиване су и разне сточарске свечаности.
Верује се да биље убрано између Велике и Мале Госпојине има посебна лековита својства, а да јаја из тога периода могу целе године остати свежа па се зато остављају за насад; пилићи излегнути у ове дане биће добре носиље. Многе породице славе Малу Госпојину као своју крсну славу.
Мала Госпојина у Шумадији сматра се великим празником и славом. Домаћини који не славе славу, одлазе са породицом свечано обучени на разноразне и многобројне саборе и вашаре, који се одржавају око цркава, односно у црквеним портама. Овај дан је добар за одржавање свадби и веридби. У Гламочком пољу одржава се велики сточни вашар.
Највећи вашари у Србији су у Неготину и Шапцу, с тим што вашар у Неготину има врло дугу традицију.